# Eduard del Regne Unit (duc de Kent)
|  | Per a altres significats, vegeu «Eduard del Regne Unit (duc de Kent i de Streathem)». |

Eduard del Regne Unit (Londres, 1935) és duc de Kent KG, GCMG, GCVO, KSGC, ADC(P), príncep del Regne Unit amb el tractament d'altesa reial i duc de Kent. Inherents al ducat, també ostenta els títols nobiliaris de comte de Saint Andrews i de baró Downpatrick.
Nascut el 9 d'octubre de l'any 1935 al número 3 de Belgrave Square a Londres, essent fill del príncep Jordi del Regne Unit i de la princesa Marina de Grècia. Eduard era net per via paterna del rei Jordi V del Regne Unit i de la princesa Maria de Teck i per via materna ho era del príncep Nicolau de Grècia i de la gran duquessa Helena de Rússia.
Batejat a la Capella Privada del Palau de Buckingham el dia 20 de novembre de 1935, els seus padrins foren, el rei Jordi V del Regne Unit, la reina Maria de Teck, el príncep de Gal·les i futur rei Eduard VIII del Regne Unit, la princesa reial Maria del Regne Unit, el duc de Connaught, la princesa Lluïsa del Regne Unit i el príncep Nicolau de Grècia.
El príncep Eduard començà la seva educació a Ludgrove Preparatory School a Berkshire i posteriorment al prestigiós Col·legi d'Eton. Finalment realitzà una estada a Le Rosey a (Suïssa). Després de la seva instrucció acadèmica ingressà a la Royal Military College de Sandhurst on hell guanyà el Premi Sir James Moncrieff Griergson de llengües estrangeres i fou qualificat com el millor intèrpret de francès.
El 25 d'agost de 1942, el seu pare el príncep Jordi del Regne Unit, duc de Kent, moria com a conseqüència d'un accident aeronàutic mentre es dirigia a un control rutinari de tropes a Islàndia. En aquell moment, Eduard tenia 7 anys i fou elevat a la categoria de duc de Kent. L'any 1959 fou nomenat membre de la Cambra dels Lords.
Des de 1942 ha exercit una llarga activitat d'obligacions reials, entre les quals destaquen els papers preponderats jugats durant l'enterrament del rei Jordi VI del Regne Unit o durant la coronació de la reina Elisabet II del Regne Unit, oncle i cosina respectivament.
El duc de Kent es graduà a la Royal Military College de Sandhurst l'any 1955 com a segon lloctinent a l'esquadró Royal Scots Greys, començant una carrera militar que s'estendria al llarg de 20 anys. El duc de Kent serví durant el 1962 i el 1963 a Hong Kong i posteriorment com a conseller al Comitè Oriental. Després, el 1970, el Duc comandà un esquadró a la Base sobirana britànica de Xipre com a part d'un contingent de Nacions Unides a l'illa. L'any 1976, el duc es retirà de l'exèrcit amb el càrrec de Lloctinent Coronel. Posteriorment fou promocionat a General l'any 1983 i a mariscal de camp el 1993.
Durant la dècada de 1970, el regiment del duc fou destinat a Irlanda del Nord tot i així el govern ho impedí, ja que la presència del cosí de la reina, el duc de Kent, podia atraure els atacs de l'IRA cap a la seva persona.
El dia 8 de juny de l'any 1961, el duc de Kent es casà a York amb l'aristòcrata anglesa Katherine Worsley, filla d'un baronet de la petita noblesa del nord d'Anglaterra. El casament de la parella fou el centre on es forjà el matrimoni entre la princesa Sofia de Grècia, cosina d'Eduard, i el rei Joan Carles I d'Espanya. Els Ducs resideixen a Wren House al Palau de Kensington. La parella ha tingut tres fills:
- Sa Excel·lència lord George Windsor, nascut el 1962 a Londres, i casat amb la catòlica Silvana Tomaselli. La parella utilitza el títol de comtes de Saint Andrews per cessió dels seus pares.

- Sa Excel·lència lady Helen Windsor, nascuda el 1964 i casada amb Timothy Taylor.

- Sa Excel·lència lord Nicholas Windsor, nascut el 1970 i convertit al catolicisme.

L'any 1993 la duquessa de Kent es convertí al catolicisme en un fet inaudit a la monarquia britànica que des del segle xvii desplaça als catòlics de la línia successòria. La conversió comptà amb el suport de la reina i la duquessa renuncià al tractament d'altesa reial.
Al llarg de la seva convivència, els ducs de Kent han patit sonors alts i baixos i els rumors de divorci han estat presents en nombroses ocasions.
El duc és membre de la prestigiosa Orde de la Garrotera i Gran Mestre de l'orde de Sant Miquel i Sant Jordi.